# Irina Rodnina
Irina Konstantinovna Rodnina (Russisch: Ирина Константиновна Роднина) (Moskou, 12 september 1949) is een voormalige Sovjet-Russische kunstschaatsster. Met haar drie gouden olympische medailles, gewonnen met schaatspartners Aleksej Oelanov (1964-72) en Aleksandr Zajtsev (1972-80) bij de Spelen van Sapporo 1972, Innsbruck 1976 en Lake Placid 1980, is ze een van de succesvolste kunstschaatsers op de Olympische Winterspelen. Daarnaast was ze tienvoudig wereldkampioen en elfvoudig Europees kampioen.

## Biografie

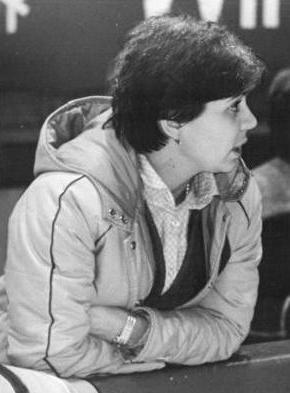
Rodnina in 1982

Als kind was Rodnina ziekelijk en leed aan tuberculose. Omwille van haar gezondheid namen haar ouders haar in 1954 voor het eerst mee naar de ijsbaan. Rodnina ging in 1963 met haar eerste schaatspartner Oleg Vlasov trainen. Een jaar later werd ze door haar coach gekoppeld aan Aleksej Oelanov. Rodnina en Oelanov wonnen vier jaar achtereen de WK en EK kunstschaatsen bij het paarrijden. Bij de Winterspelen van Sapporo in 1972 veroverde Rodnina haar eerste olympische gouden medaille. Oelanov kreeg in de tussentijd een relatie met kunstschaatsster Ljoedmila Smirnova. Hij besloot met haar verder te gaan, ook in de sport, terwijl Rodnina overwoog te stoppen.
Haar coach stelde kort erna echter voor om met Aleksandr Zajtsev te gaan schaatsen. Rodnina zette haar succesreeks vervolgens met hem voort. Het leverde nog eens zes gouden WK-medailles en zeven gouden EK-medailles op. Ze stonden bij de Spelen van Innsbruck 1976 en Lake Placid 1980 eveneens op het hoogste podium. Rodnina huwde in 1975 met Zajtsev en kreeg in 1979 een zoon. Na de Spelen van 1980 scheidden ze. Met haar tweede echtgenoot kreeg Rodnina in 1986 een dochter, journaliste Alyona Minkovski.
Ze woonde enige tijd (sinds 1990) in de Verenigde Staten om daar net als in haar thuisland andere kunstschaatsers te coachen. Later verhuisde ze terug naar Rusland. Rodnina werd er politiek actief binnen de partij Verenigd Rusland en werd bij de Russische parlementsverkiezingen 2007 verkozen tot lid van de Staatsdoema. Bij de Olympische Winterspelen in Sotsji ontstak ze, samen met ijshockeyer Vladislav Tretjak, de olympische vlam.

## Belangrijke resultaten

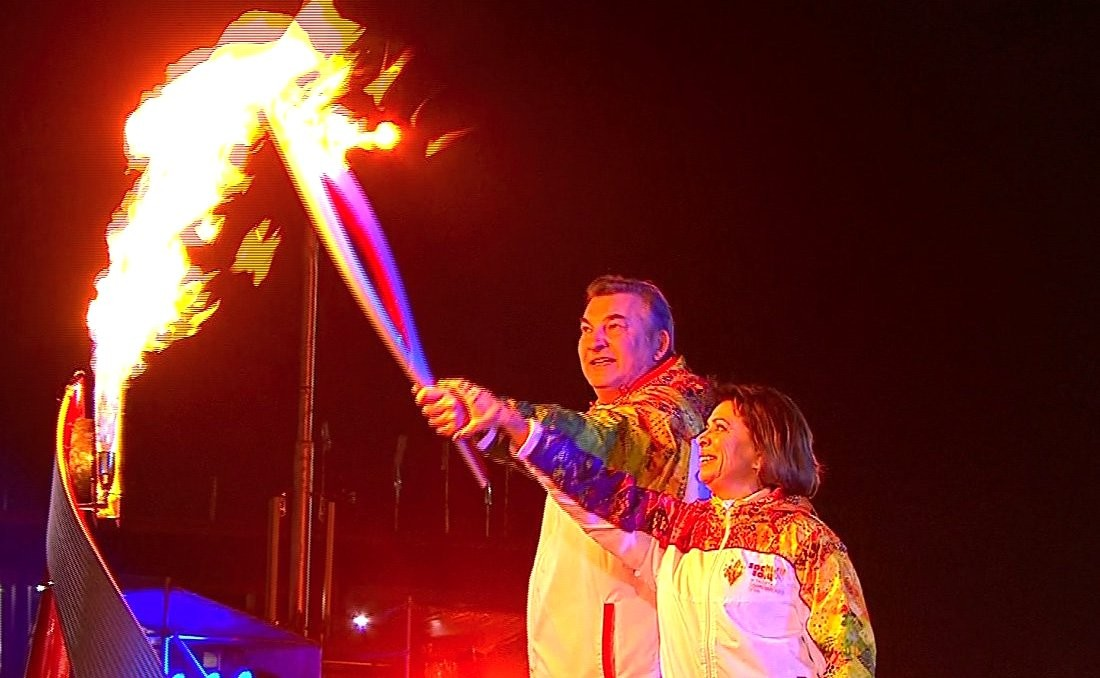
Rodnina en Vladislav Tretjak ontsteken de olympische vlam bij de Winterspelen in Sotsji (2014)

1964-1972 met Aleksej Oelanov, 1972-1980 met Aleksandr Zajtsev (voor de Sovjet-Unie uitkomend)
| Kampioenschap           | 67/68 | 68/69 | 69/70 | 70/71 | 71/72 |      | 72/73 | 73/74 | 74/75 | 75/76 | 76/77 | 77/78 |      | 79/80 |
| ----------------------- | ----- | ----- | ----- | ----- | ----- | ---- | ----- | ----- | ----- | ----- | ----- | ----- | ---- | ----- |
| Olympische Spelen       |       |       |       |       | Goud  |      |       |       | Goud  |       |       |       | Goud |       |
| Wereldkampioenschap     |       | Goud  | Goud  | Goud  | Goud  | Goud | Goud  | Goud  | Goud  | Goud  | Goud  |       |      |       |
| Europees kampioenschap  | 5e    | Goud  | Goud  | Goud  | Goud  | Goud | Goud  | Goud  | Goud  | Goud  | Goud  |       | Goud |       |
| Nationaal kampioenschap | Brons | Brons | Goud  | Goud  |       | Goud | Goud  | Goud  |       | Goud  |       |       |      |       |

1908: Anna Hübler / Heinrich Burger ·
1920: Ludovika Jakobsson / Walter Jakobsson ·
1924: Helene Engelmann / Alfred Berger ·
1928: Andrée Joly / Pierre Brunet ·
1932: Andrée Brunet / Pierre Brunet ·
1936: Maxi Herber / Ernst Baier ·
1948: Micheline Lannoy / Pierre Baugniet ·
1952: Ria Baran / Paul Falk ·
1956: Sissy Schwarz / Kurt Oppelt ·
1960: Barbara Wagner / Robert Paul ·
1964: Ljoedmila Belooesova / Oleg Protopopov ·
1968: Ljoedmila Belooesova / Oleg Protopopov ·
1972: Irina Rodnina / Aleksej Oelanov ·
1976: Irina Rodnina / Aleksandr Zajtsev ·
1980: Irina Rodnina / Aleksandr Zajtsev ·
1984: Jelena Valova / Oleg Vasiljev ·
1988: Jekaterina Gordejeva / Sergej Grinkov ·
1992: Natalja Misjkoetjonok / Artoer Dmitrijev ·
1994: Jekaterina Gordejeva / Sergej Grinkov ·
1998: Oksana Kazakova / Artoer Dmitrijev ·
2002: Jelena Berezjnaja / Anton Sicharoelidze en Jamie Salé / David Pelletier ·
2006: Tatjana Totmjanina / Maksim Marinin ·
2010: Shen Xue / Zhao Hongbo ·
2014: Tatjana Volosozjar / Maksim Trankov ·
2018: Aliona Savchenko / Bruno Massot ·
2022: Sui Wenjing / Han Cong
- Gemeinsame Normdatei: 118601725
- International Standard Name Identifier: 0000 0000 0979 5701
- Library of Congress Control Number: n97857619
- Nationale Bibliotheek van Letland: 000291116
- Virtual International Authority File: 35249233
- WorldCat: E39PBJfh46WKKR6FpgcT8MFqcP